# 최원창
최원창(崔原昌, 2001년 5월 9일 ~ )은 대한민국의 축구 선수로, 포지션은 센터백이다. 현재 K리그1 제주 SK 소속이다.